# Paukarzt

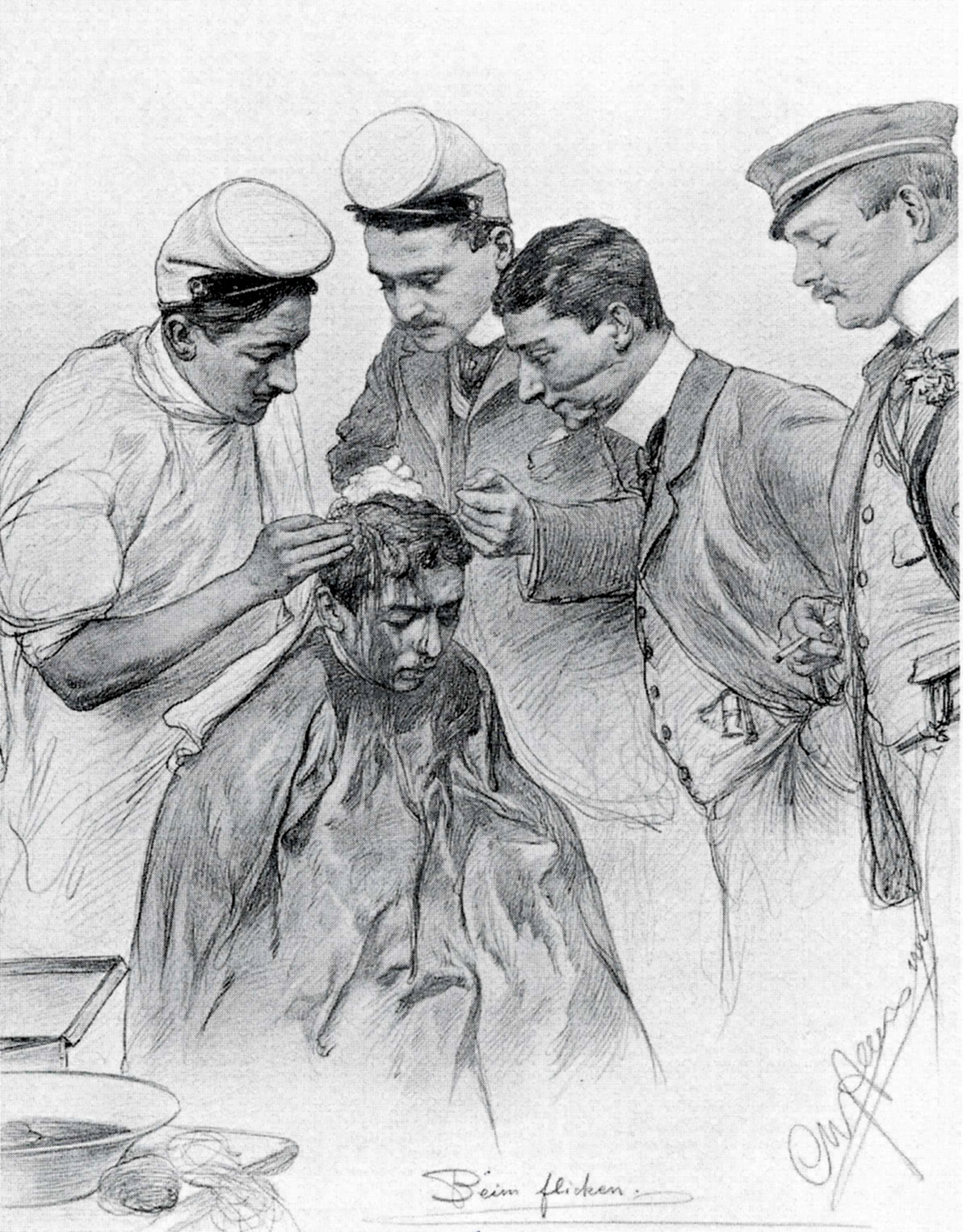
Ein Paukarzt (links) in Aktion (Christian Wilhelm Allers: „Beim Flicken“, 1902)

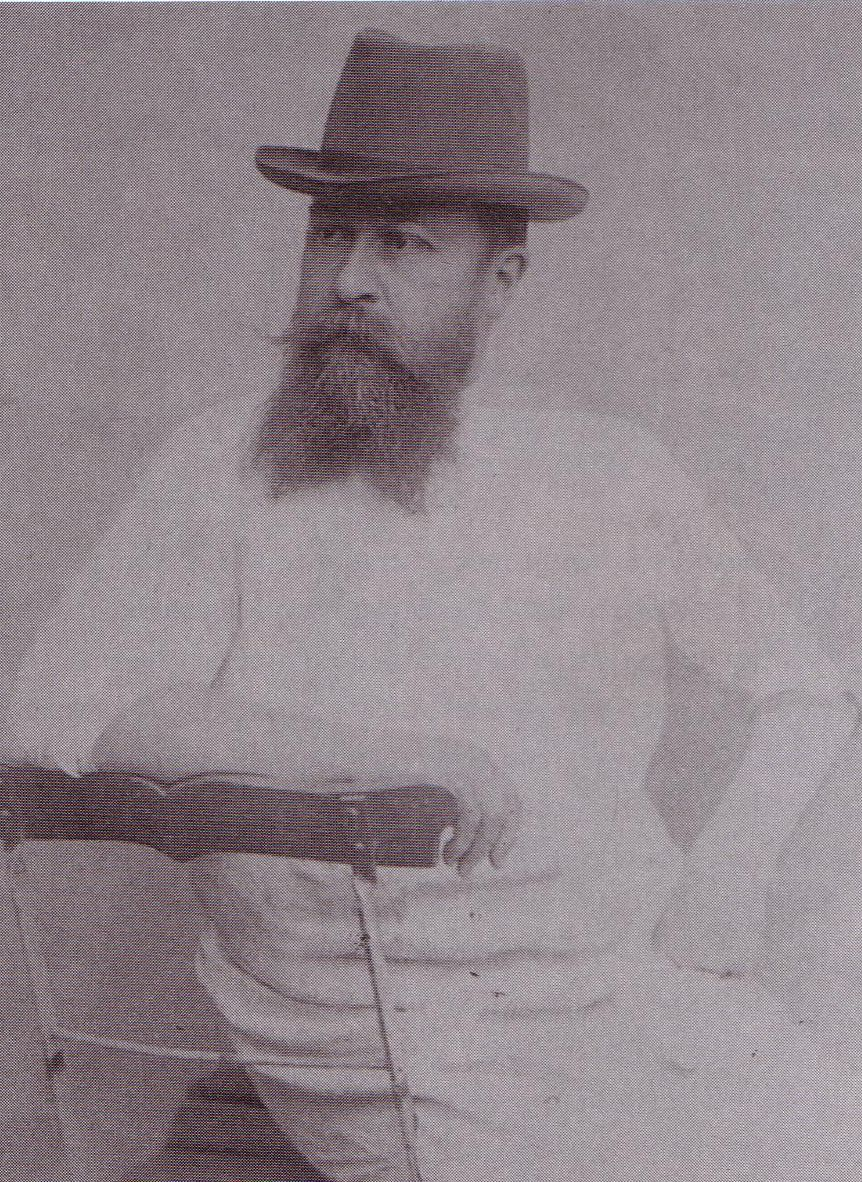
Paukarzt Krauß (Tübingen)

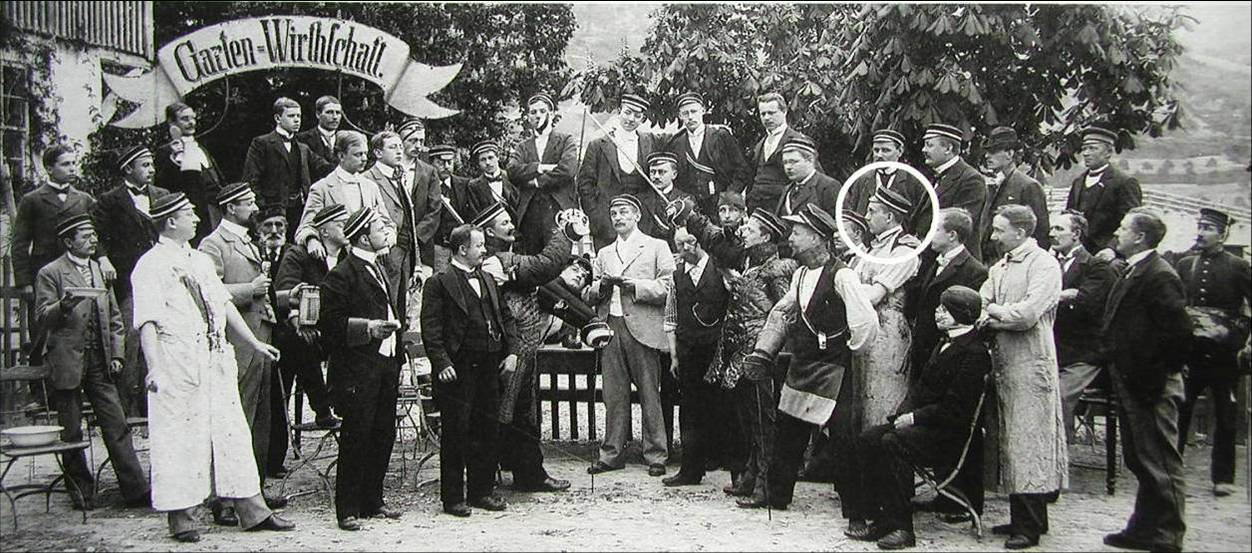
Ferdinand Sauerbruch (Kreis) als Paukarzt (Jena, 1901)

Ein Paukarzt (vor allem in Österreich auch Bader) sorgt während und nach einer Mensur für die medizinische Versorgung der Paukanten. 

## Aufgaben
Da beim akademischen Fechten – anders als beim Sportfechten – mit scharfen Waffen gefochten wird, gelten blutende Verletzungen im Kopfbereich in den meisten Fällen nicht als Unfälle, sondern als reguläre Treffer, auch wenn sie nicht bei jeder Mensur vorkommen. Deshalb ist die Anwesenheit mindestens eines Arztes – je nach Comment – während der Mensur vorgeschrieben. Der Paukarzt braucht nicht Mitglied einer Studentenverbindung zu sein. Vom Tübinger Senioren-Convent erhielt der Paukarzt Dr. Kraus Ende der 1880er Jahre pro Pauktag etwa 600 Mark.
Nach jedem offiziell festgestellten Treffer untersucht der Paukarzt den getroffenen Paukanten, um zu entscheiden, ob die Partie fortgeführt werden kann. Der Paukarzt kann jede Partie jederzeit aus medizinischen Gründen abbrechen („medizinische Abfuhr“). Hierin besteht eine gewisse Parallele zum Ringarzt beim Boxen, der die Boxer auf Kampfunfähigkeit untersuchen darf und den Abbruch des Kampfes anordnen kann.
Nach der Partie behandelt der Paukarzt die Schmisse des verletzten Paukanten in einem Nebenraum des Pauklokals. Das chirurgische Besteck ist an Ort und Stelle vorhanden. 
Als bedeutendster Paukarzt gilt Friedrich Immisch (1826–1892), ein unfertiger Medizinstudent und Alter Herr des Corps Guestphalia Jena. Zwischen 1849 und 1885 betreute er über 12.000 Mensuren der Heidelberger Senioren-Convents und der Heidelberger Burschenschaften. Er führte einige Neuerungen in der Behandlung von Mensurverletzungen ein. Sein wichtigster Beitrag ist die Paukbrille zum Schutz von Augen, Nase und Ohren. Sie ist heute überall in Gebrauch.
Tamme Goecke und Patrick von Samson-Himmelstjerna organisierten den ersten Paukärztekongress. Am 2. und 3. März 2007 fand dieser auf dem Corpshaus der Palatia-Guestphalia in Freiburg statt.